# 中央アジア日本語弁論大会
中央アジア日本語弁論大会（ちゅうおうあじあにほんごべんろんたいかい、ロシア語: Центральноазиатский конкурс ораторского искусства на японском языке、英語: Central Asian Japanese Speech Contest）は、ウズベキスタン、カザフスタン、キルギス、タジキスタン、トルクメニスタンの中央アジア5カ国の日本語学習者が参加する国際大会である。当該大会は、カザフスタン、キルギス、ウズベキスタンの順で3カ国持ち回り制で開催されている。
2016年4月開催の大会（開催国：カザフスタン、カザフ国立大学（アルマトイ））で、通算20回を迎えた。
第21回大会（2017年4月）はキルギス共和国ビシケク市のビシケク人文大学コンサートホールで行われた（主催団体：キルギス共和国日本人材開発センター、キルギス共和国日本語教師会、在キルギス共和国日本国大使館、ビシケク人文大学）。
多くの場合、各国の日本語教師会（例．キルギス共和国日本語教師会、ウズベキスタン日本語教師会、カザフスタン日本語教師会）が主催となり、日本の在外公館や国際交流基金、国際協力機構等が後援、協賛していることがある。

## 概要（実施目的）
本大会の目的の第一は、学習者の学習動機の強化と日本語教育の活性化を図ることによって、中央アジア地域に日本語を普及させることである。第二は、当地域各国の若者たちの触れ合いを通じて相互理解を促進することである。
また本大会を通じて日本語教育関係者のネットワークを強化することも目指すものとする。

## 大会出場者・出場資格

### 大会出場者
持ち回り開催担当国であるウズベキスタン、カザフスタン、キルギスは各4名まで出場可能である。（開催国は最大5名出場可能）
タジキスタンとトルクメニスタンは各2名までとなっており、参加国代表を合わせると最大16名である。

### 出場要件
1. 当該国に居住する日本語学習者および既習者で、日本語を母語としない17歳以上の者（日本語教育機関の教師経験者を除く）
2. 留学・研修で日本滞在期間が通算90日以内の者
3. 過去3年以内の当大会およびモスクワ国際学生弁論大会において優勝したことのない者
4. ウズベキスタン・カザフスタン・キルギス・タジキスタン・トルクメニスタンいずれかの国籍を持つ者。
  - ※生まれ育ちは上記5カ国だが、国籍が異なるなどの事情がある場合は応相談。
5. 居住国の国内大会あるいはそれに準ずる選考を経て、日本語教師会あるいは教育機関の推薦を受けた者。